# The Xperience
The Xperience (từ "Experience" được chơi chữ theo biệt danh của ca sĩ, Xtina) là concert residency (tạm dịch: chương trình hoà nhạc cư trú) đầu tiên của ca sĩ kiêm nhạc sĩ sáng tác người Mỹ Christina Aguilera tại Nhà hát Zappos ở Las Vegas. Nó bắt đầu vào ngày 31 tháng 5 năm 2019 và kết thúc vào ngày 7 tháng 3 năm 2020. Buổi hòa nhạc được sản xuất bởi Live Nation Entertainment.
Được chia thành sáu chặng diễn cộng với một màn trình diễn bổ sung, chương trình có các bài hát nổi tiếng trong sự nghiệp của Aguilera. Chủ đề chính của chương trình là không gian vũ trụ với những hình ảnh về thiên hà. Cảm hứng trong cách thiết lập sân khấu hình chữ X và thiết kế trang phục xuất phát từ phong trào nghệ thuật retrofuturism.

## Danh sách bài hát biểu diễn
Danh sách này mang tính đại diện, nằm trong show diễn ngày 10 tháng 10 năm 2019. Không phải tất cả show đều có danh sách giống vậy. 
1. Video mở màn (trích nhạc của bài hát "I Feel Love")
2. "Your Body" / "Not Myself Tonight"
3. "Genie in a Bottle"
4. "Reflection"
5. Golden Queen (interlude)
6. "Dirrty"
7. "Vanity" / "Express" / "Lady Marmalade"
8. Fall In Line (interlude)
9. "Boys Wanna Be Her"
10. "Can't Hold Us Down"
11. "Sick of Sittin'"
12. "Maria"
13. "Twice"
14. "I Love the Lord"
15. "What a Girl Wants" / "Come On Over Baby (All I Want Is You)"
16. "Ain't No Other Man"
17. You Are What You Are (Beautiful) (video interlude)
18. "Say Something"
19. Glam (interlude)
20. "Candyman" / "I Want Candy"
21. "Woohoo" / "Elastic Love" / "Bionic"
22. "Telepathy" (video interlude)
23. "Accelerate"
24. "Feel This Moment" / "Desnudate"
25. "Beautiful"
26. "Fighter"

Tiết mục bổ sung
1. "Let There Be Love"

## Show diễn bị hủy
| Ngày                      | Lý do                |
| ------------------------- | -------------------- |
| Ngày 27 tháng 12 năm 2019 | Lý do sức khỏe       |
| Ngày 28 tháng 2 năm 2020  | Khó khăn về kỹ thuật |